# 17 février 2010
Le mercredi 17 février 2010 est le 48e jour de l'année 2010.

## Décès
- David Lelei (né le 10 mai 1971), athlète kényan, spécialiste du demi-fond.
- Giulio De Florian (né le 13 janvier 1936), skieur de fond italien.
- Hans Ørberg (né le 21 avril 1920), linguiste et professeur danois.
- Jean Linard (né le 11 juin 1931), céramiste, sculpteur, peintre, graveur et architecte français.
- Kathryn Grayson (née le 9 février 1922), actrice américaine.

## Événements
- Sortie du jeu vidéo Deadly Premonition
- Sortie de l'album Heartful du groupr AAA
- Sortie du mini-album Lupin du girl group sud-coréen Kara
- Sortie de l'album Melon's Not Dead du groupe de J-pop Melon Kinenbi
- Sortie de l'album Nifelvind du groupe de Folk metal Finntroll
- Sortie de la chanson Omoide Ni Naru No? de Nami Tamaki